# Sankt Johannes kyrka, Stockholm
Ej att förväxla med den medeltida klosterkyrkan i Gamla stan, S:t Johanneskyrkan.
Sankt Johannes kyrka, invigd på pingstdagen den 25 maj 1890, är belägen högst upp på Brunkebergsåsen vid Malmskillnadsgatans norra ände på Norrmalm i Stockholm. Den är församlingskyrka för Sankt Johannes församling, som ingår i Domkyrkokontraktet i Stockholms stift. 
Kyrkan var mellan 2020 och 2023 stängd för en omfattande renovering, bland annat på grund av rasrisk.
I december 2024 stod det klart att Svenska kyrkan och Sankt Johannes församling överlåter kyrkan till Stockholms katolska stift. Katolska kyrkan tillträder kyrkan under senare delen av 2025. Biskop Andreas Holmberg från Stockholms stift och kardinal Anders Arborelius, biskop i Stockholms katolska stift, har välsignat avtalet mellan Svenska kyrkan och romersk-katolska kyrkan i Sverige.

## Historik
Den första kyrkliga byggnaden på platsen var ett begravningskapell, som byggdes 1651. Platsen utgjorde då begravningsplats för Jakob och Johannes församling. Under senare delen av 1600-talet diskuterades en stenkyrka, men först på 1770-talet fick man tillstånd av Gustav III att bygga en ny kyrka i klassicistisk stil. 
Jean Eric Rehn fick uppdraget att rita kyrkan. Anläggningsarbetet påbörjades den 14 september 1783. Arbetena avbröts i februari 1784 genom instruktion från kungen som under resor i Italien hade kommit i kontakt med nyantika strömningar, och ansåg att Rehns stil var för gammalmodig. Kungen gav istället den franske arkitekten Léon Dufourny uppdraget att komma med ett nytt förslag. Dufourny föreslog en kyrka i nyantik stil utan fönster. Förslaget upplevdes kanske främmande och bygget blev inte av. Istället reparerades och utvidgades den befintliga träkyrkan.

## Den nuvarande kyrkan
Mot slutet av 1800-talet aktualiserades planerna på nytt. En tävling utlystes som vanns av arkitekten Carl Möller med ett förslag i nygotisk stil. Den 14 september 1883 – på dagen 100 år efter grundläggningen av det första försöket – beslutades förslaget. Den nya kyrkan invigdes på pingstdagen 1890. Invigningen förrättades av ärkebiskop Anton Niklas Sundberg i närvaro av bland andra kung Oscar II, prins Carl och prins Eugen.
Exteriören är tämligen typisk nygotik, varför spiran likar exempelvis de i Luleå och Uppsala domkyrka. 2009 skyms byggnaden till stor del av den omgivande bebyggelsen men på äldre fotografier, tagna från exempelvis Katarinahissen, syns kyrkspiran tydligt. 
På grund av Brunkebergsåsens sträckning är kyrkan orienterad i nord-sydlig riktning med koret i norr, istället för den brukliga öst-västliga.
På båda sidor av kyrkans bort finns statyer av apostlarna Petrus och Paulus.
Under kyrkan är Johannessalen belägen, bestående av tre samlingsrum. Johannessalen var färdigställd och invigdes 2019.
I kyrkans 70 meter höga torn hänger totalt fem kyrkklockor. Tre av klockorna är av stål och kommer från Bochum. Två av klockorna har tidigare hängt i klockstapeln vid kyrkan. Storklockan är med sin vikt på 2400 kg Sveriges största stålklocka. Mellanklockan väger omkring 1350 kg och den lilla klockan omkring 700 kg. 

### Överlåtande av kyrkan till Stockholms katolska stift
Under slutet av 2025 kommer kyrkan att tillträdas av Stockholms katolska stift, efter att S:t Johannes församling har överlåtit kyrkan till det katolska stiftet. Överlåtelseavtalet mellan stiften välsignades av biskop Andreas Holmberg för Stockholms stift och kardinal Anders Arborelius för Stockholms katolska stift.  Kyrkan har sedan slutet av 1970-talet varit en plats för den polska katolska missionen i Stockholm och även på senare år för den ukrainska katolska missionen.

## Interiör

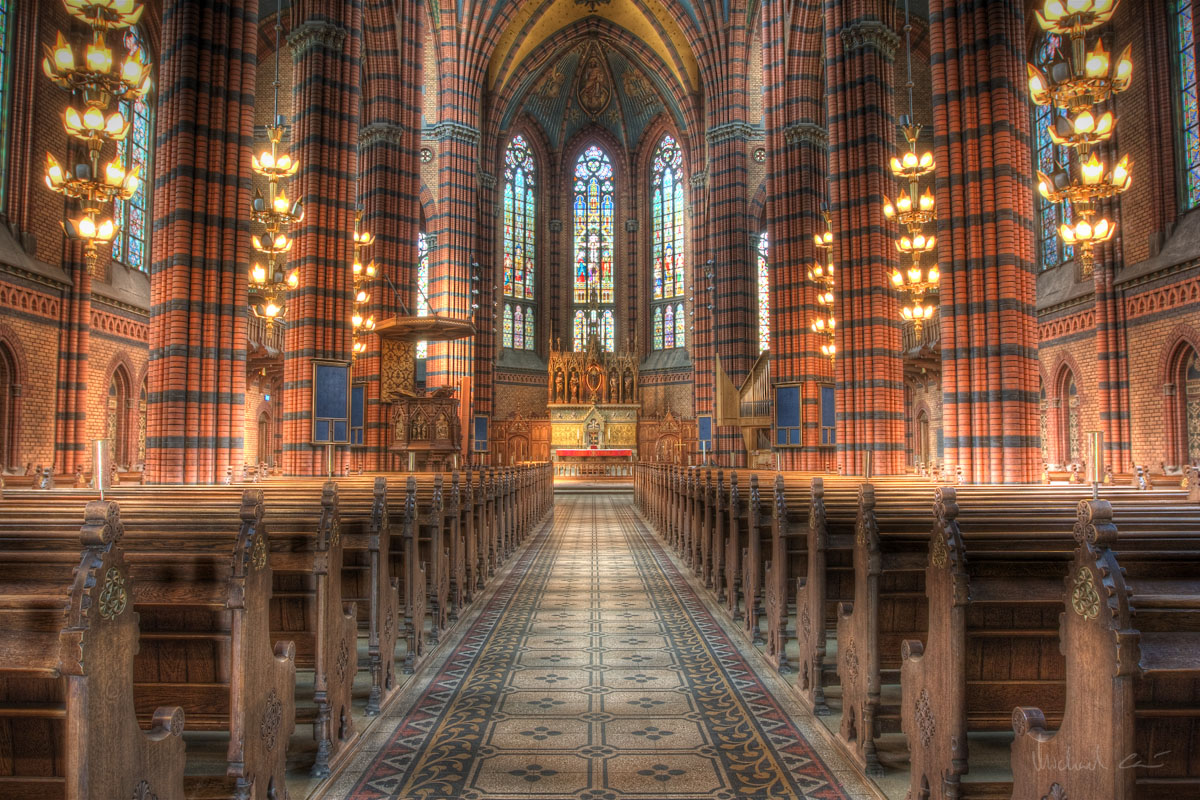
Interiör mot altaret.

Sankt Johannes kyrka är en nygotisk kyrka byggd i tegel. Den har stor rymd och utmärks interiört särskilt av de höga spetsbågefönstren och dess glasmålningar. I mittenfönstret i koret syns Jesus på korset samt Maria och lärjungen Johannes. De övriga fyra fönstren i koret visar de tolv apostlarna grupperade tre och tre. Västra transeptfönstret skildrar Jesu födelse, och östra hans uppståndelse. Glasmålningarna tillverkades av Franz Xaver Zettler i München.
Takmålningarna i koret utfördes av Agi Lindegren. 
Altarskåpet ritades av Theodor Lundberg och är sirligt utsmyckat i gotisk stil. I mitten ses Jesus på korset och han omges av personer ur Gamla Testamentet: Abel, Melkisedek, Aron och Isak.
Dopfunten är gjord av engelsk sandsten och marmor, med ett tillhörande lock av brons. Predikstolen är gjord av ek och har reliefer föreställande Jesu lidandes väg och har varit placerad på olika platser i kyrkorummet.. 
I söder, över orgelläktaren, finns ett stort rosettfönster.
1914 beslöt kyrkorådet att skapa en mittgång i kyrkorummet, samt att placera bänkrader i sidoskeppen trots att arkitekten motsatte sig detta.

## Orgel
- 1852 byggde Anders Vilhelm Lindgren, Stockholm en orgel med 8 stämmor, en manual och pedal. Den såldes 1885 till Djurö kyrka.
- 1890 byggde Åkerman & Lund, Stockholm en orgel med 32 stämmor, tre manualer och pedal. Fasaden till orgeln ritades av kyrkans arkitekt Carl Möller. Den blev ombyggd 1947 av samma firma till 52 stämmor, fyra manualer och pedal.

Disposition 1890:
| Manual I            | Manual II           | Manual III          | Pedal           | Koppel                                                 |
| ------------------- | ------------------- | ------------------- | --------------- | ------------------------------------------------------ |
| Principal 16'       | Borduna 16'         | Basetthorn 8'       | Principal 16'   | I/P                                                    |
| Principal 8'        | Principal 8'        | Violin 8'           | Subbas 16'      | II/P                                                   |
| Gamba 8'            | Dolce 8'            | Salicional 8'       | Kvinta 10 2/3'  | III/P                                                  |
| Hålflöjt 8'         | Flûte harmonique 8' | Voix céleste 8'     | Violoncelle 8'  | P 4'/P                                                 |
| Dubbelflöjt 8'      | Borduna 8'          | Rörflöjt 8'         | Oktava 4'       | II/I                                                   |
| Oktava 4'           | Flûte octaviante 4' | Flûte harmonique 4' | Kontrabasun 32' | III/I                                                  |
| Oktava 2'           | Cornet 3 chor       | Waldflöjt 2'        |                 | III/II                                                 |
| Grand Cornet 5 chor | Corno 8'            | Euphone 8'          |                 | I 4'/I                                                 |
| Trumpet 16'         |                     | Crescendosvällare   |                 | II 4'/II                                               |
| Trumpet 8'          |                     |                     |                 | III 16'/III                                            |
|                     |                     |                     |                 | Mezzopiano, Mezzoforte, Forte, Tutti, Registersvällare |

- Den nuvarande orgeln är byggd 1975 av Frederiksborgs Orgelbyggeri, Hilleröd, Danmark och är en orgel med mekanisk traktur, elektrisk registratur och koppel. Den har numera 5120 fria kombinationer. Huvudfasaden är från 1890 års orgel och ryggpositivets fasad är från 1975 ritad av Ove Hidemark.

### Kororgel
Kororgeln är byggd 1967 av Bruno Christensen & Sønner Orgelbyggeri, Tinglev, Danmark och är en mekanisk orgel.
| Huvudverk I   | Bröstverk II  | Pedal        | Koppel |
| Rörflöjt 8´   | Gedackt 8´    | Subbas 16´   | I/P    |
| Principal 4´  | Rörflöjt 4´   | Gedackt 8´   | II/P   |
| Blockflöjt 4´ | Principal 2´  | Oktava 4´    | II/I   |
| Waldflöjt 2´  | Nasard 1 1/3' | Nachthorn 2´ |        |
| Mixtur IV     | Cymbel II     | Fagott 16'   |        |
| Dulcian 16'   | Krummhorn 8'  | Trumpet 8'   |        |

## Rasrisk och renovering

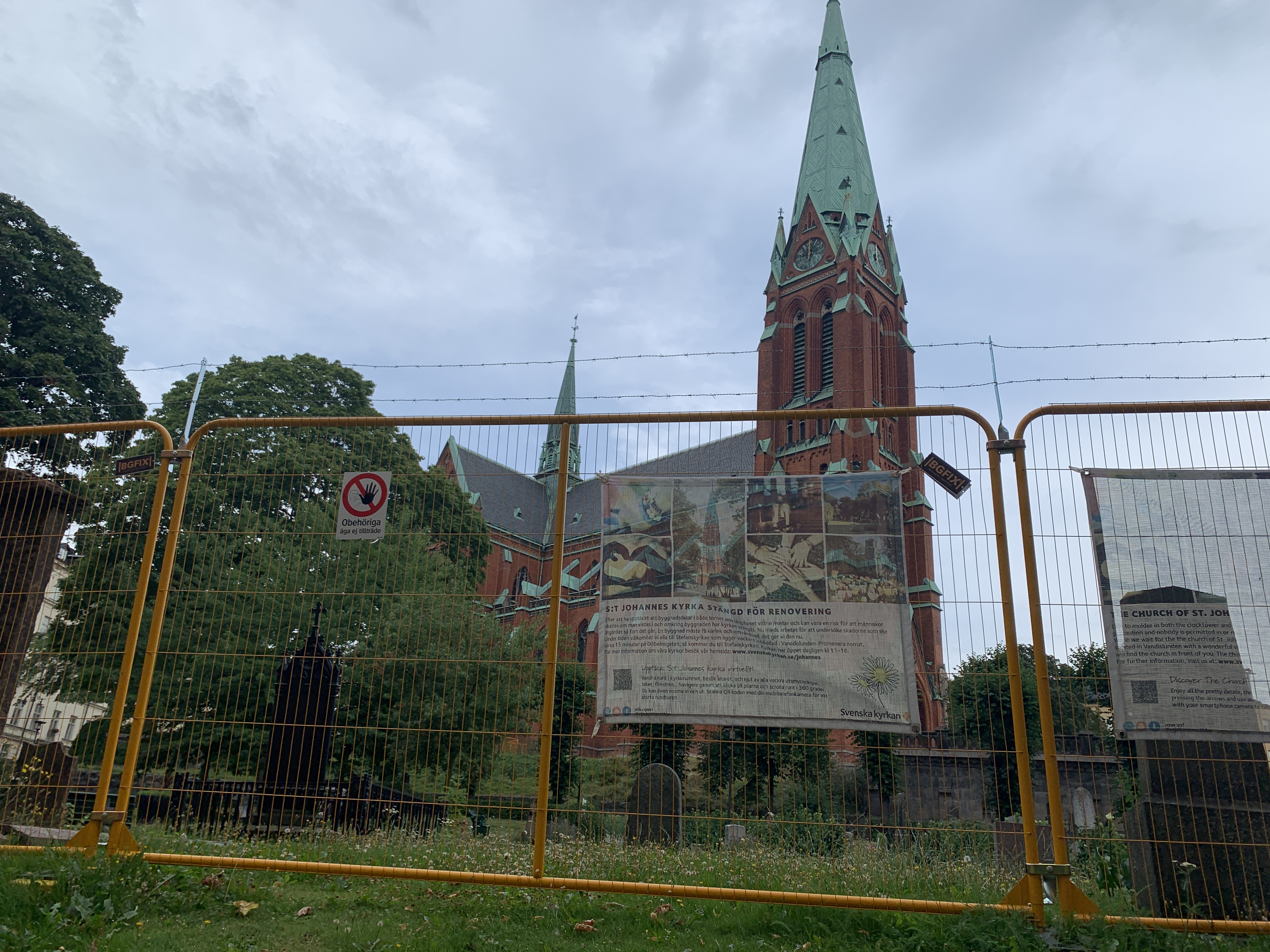
Avspärrning av kyrkogården i augusti 2022.

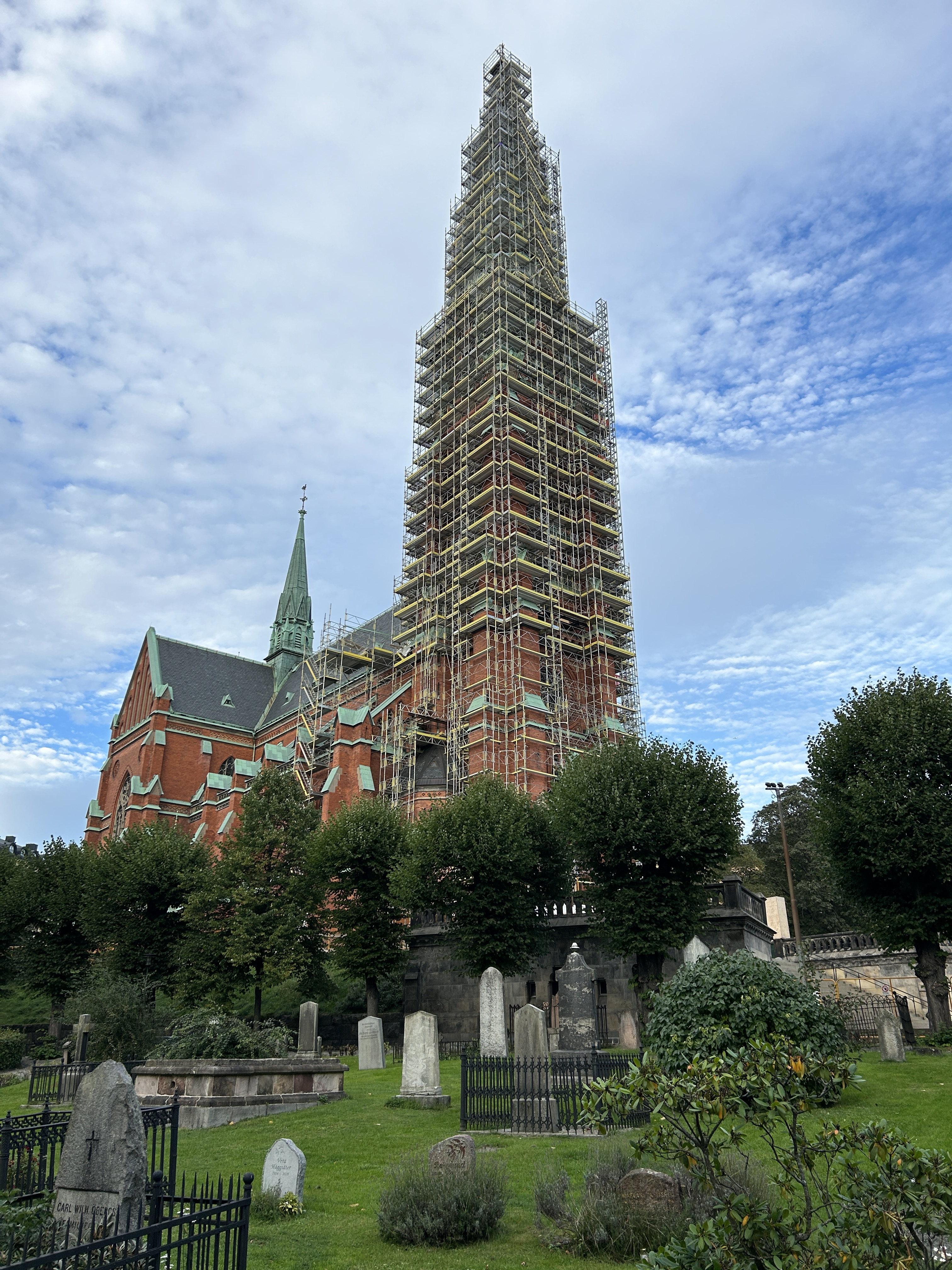
Kyrktornet under renovering, 2023.

I slutet av 2020 stängdes kyrkan för renovering. Sommaren 2022 blev även stora delar av kyrkogården avstängd, på grund av rasrisk, med följden att dess gravar inte går att besöka. Under våren 2023 öppnades både kyrka och kyrkogård upp igen, då det inte längre finns någon akut rasrisk. Kyrktornet genomgick under 2024 en omfattande renovering.
Trots sitt nygotiska yttre är Sankt Johannes kyrka byggd med teknik som i slutet av 1800-talet var helt ny, och mer liknade de då moderna skyskraporna än medeltida tegelkyrkor. Viktiga delar av konstruktionen har varit helt inbyggda, och därmed omöjliga att underhålla eller ens inspektera. Därför upptäcktes inte skadornas omfattning förrän man stängt av kyrkan för renovering. 2021 noterade man kraftiga rostangrepp på tornets järnspira, och dessutom rejäla rostskador på det stag av järn som håller tornets motvikt, vilket väger 6 ton. Om motvikten skulle falla var risken stor att hela tornet rasar. Församlingen uppgav att om man inte får ekonomisk hjälp med att bekosta en både omfattande och dyr renovering, kommer man tvingas begära rivning av kyrkan.2023 påbörjades renoveringen och det finns inte längre någon akut rasrisk. Kyrkogården och kyrkan har därför öppnats upp.

## Klockstapeln vid Sankt Johannes kyrka
Vid kapellet från 1600-talet uppfördes 1692 en klockstapel. Stapeln hade tre klockor av vilka två flyttades till den nya kyrkan och hänger i tornet tillsammans med 3 stålklockor från Bochum. Den största av dessa är Sveriges största stålklocka och väger omkring 2800 kg. Den tredje och minsta klockan överfördes 1904 till Stefanskyrkan. En ny klocka har installerats i stapeln. Klockstapeln är Norrmalms äldsta bevarade träbyggnad.

## Kända begravda personer (urval)
- Carl Olof Rosenius
- Gustaf Fredrikson
- Tore Svennberg
- Martin Öhman
- Georg Carl von Döbeln
- Edvard Stjernström
- Édouard du Puy
- Minnesmärke över Skeviksborna

## Illustrationer

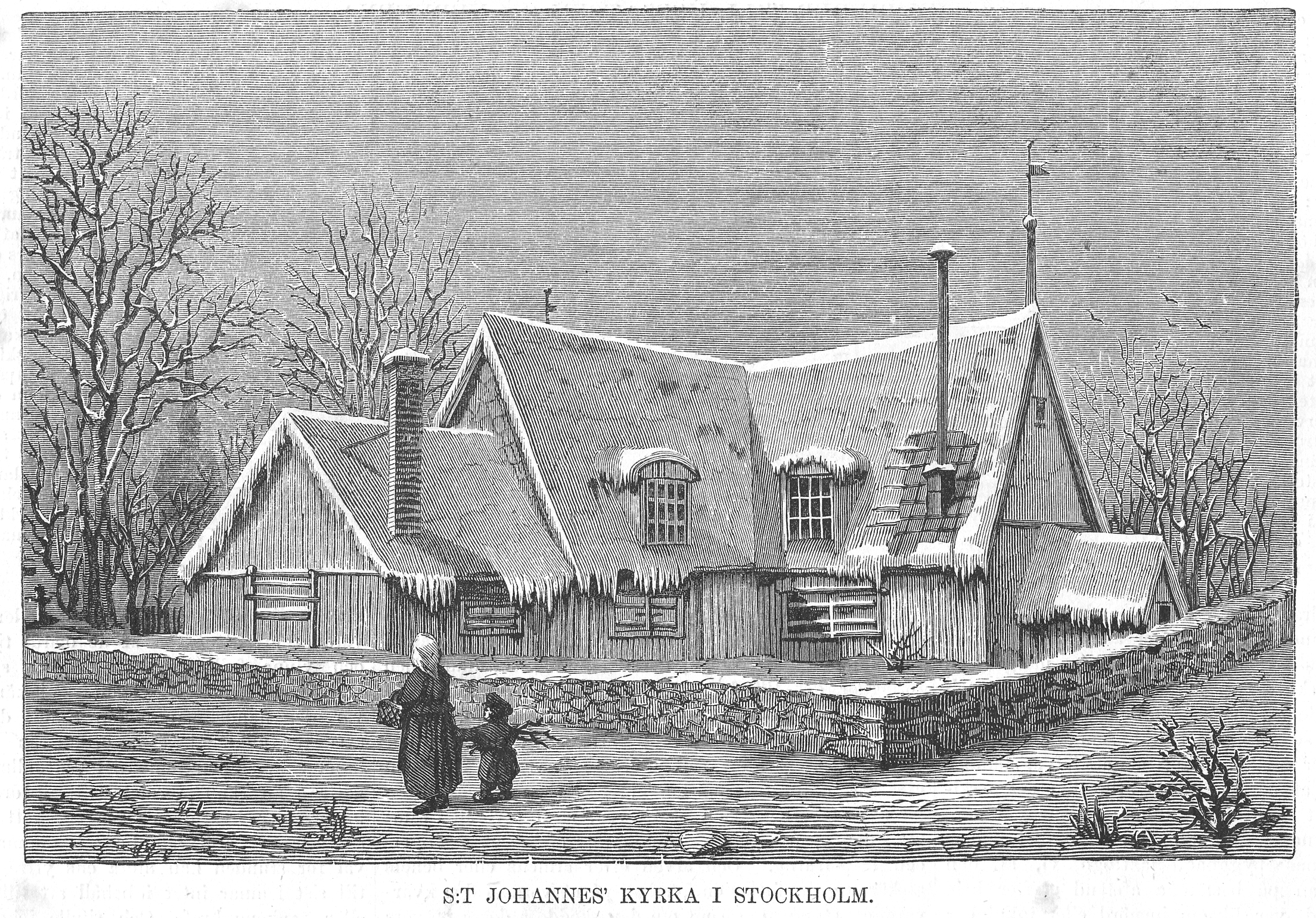
S:t Johannes träkyrka i Stockholm från "Hemvännen" 1877
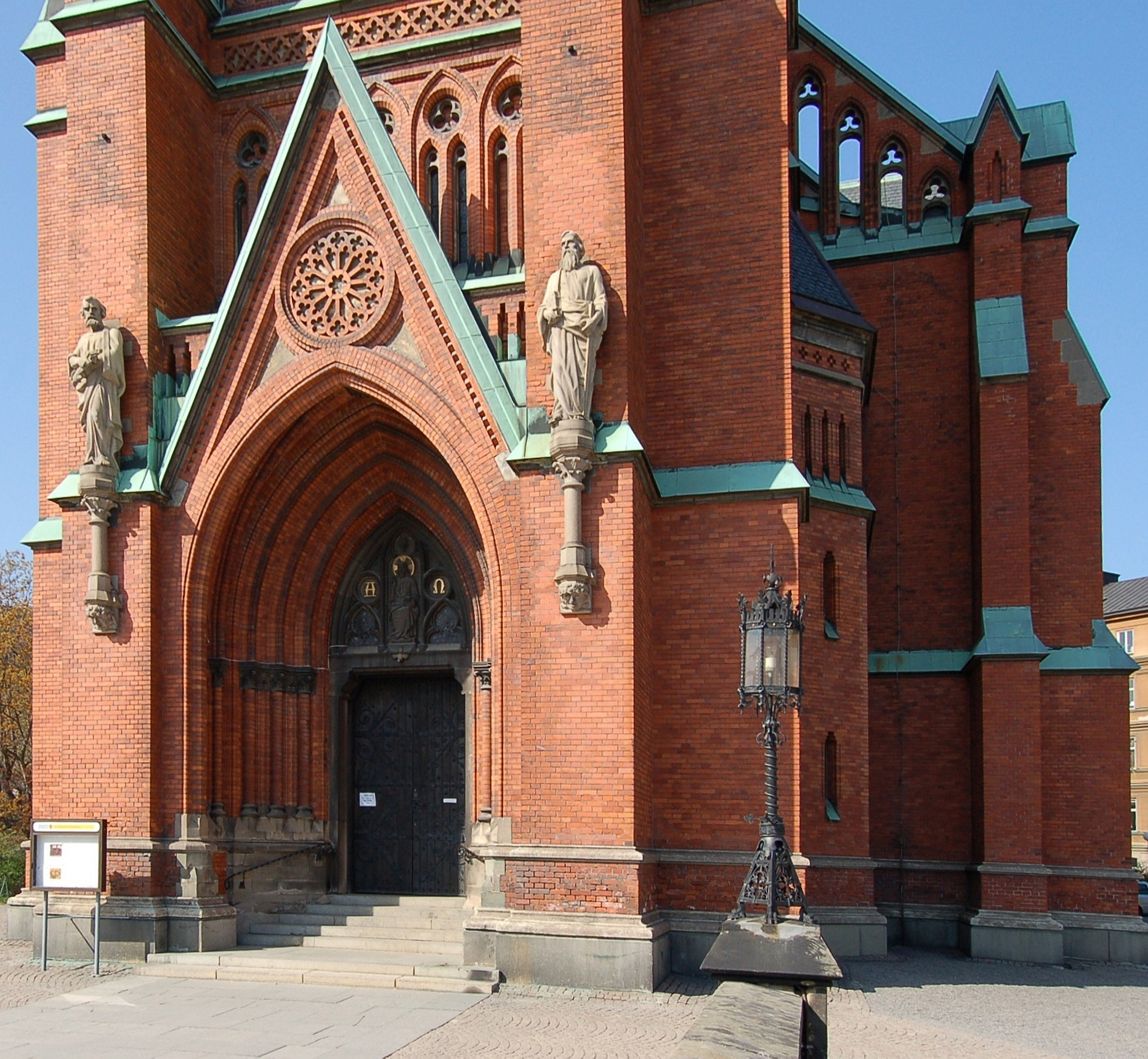
Huvudportal
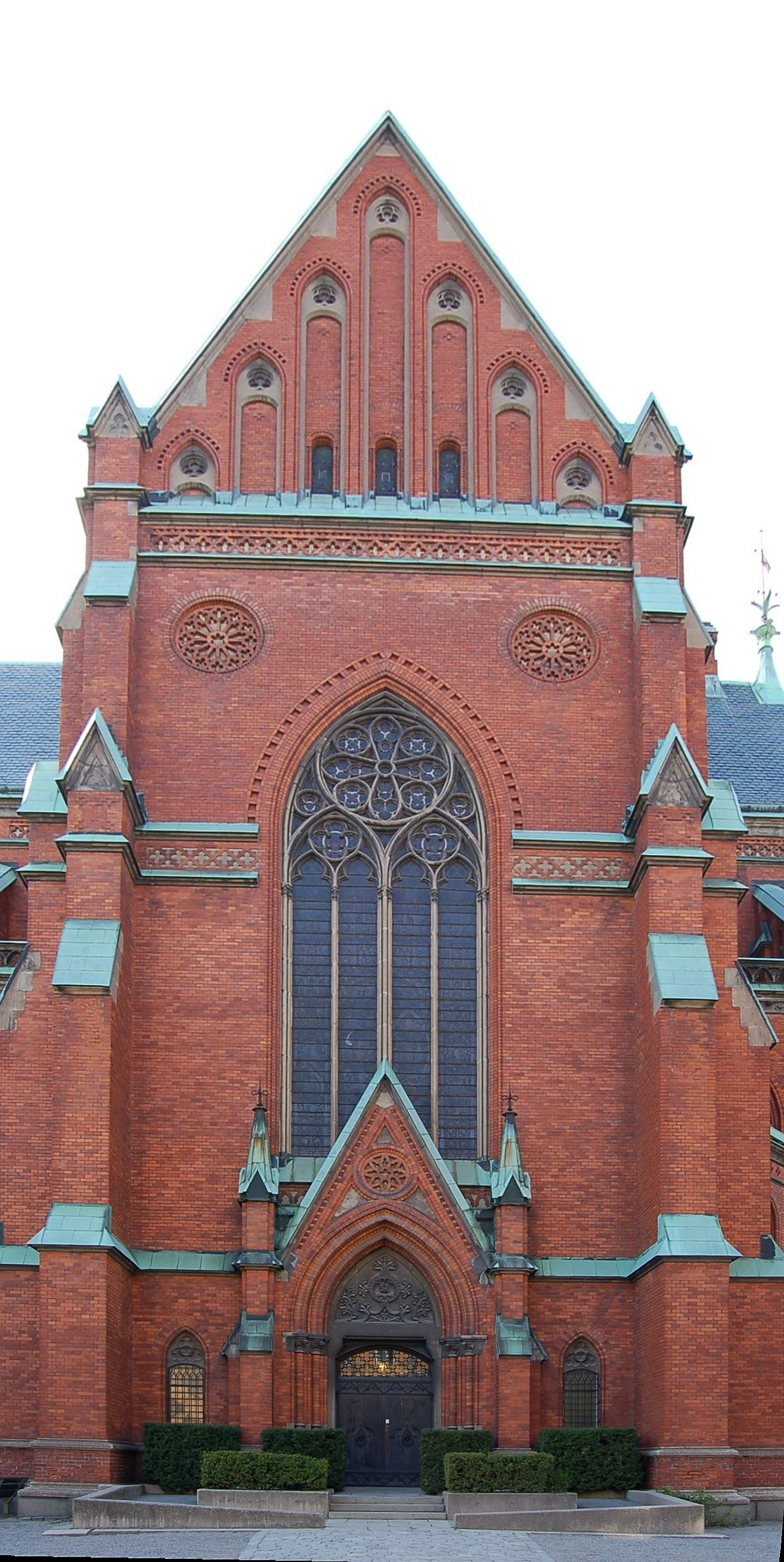
Östra portalen
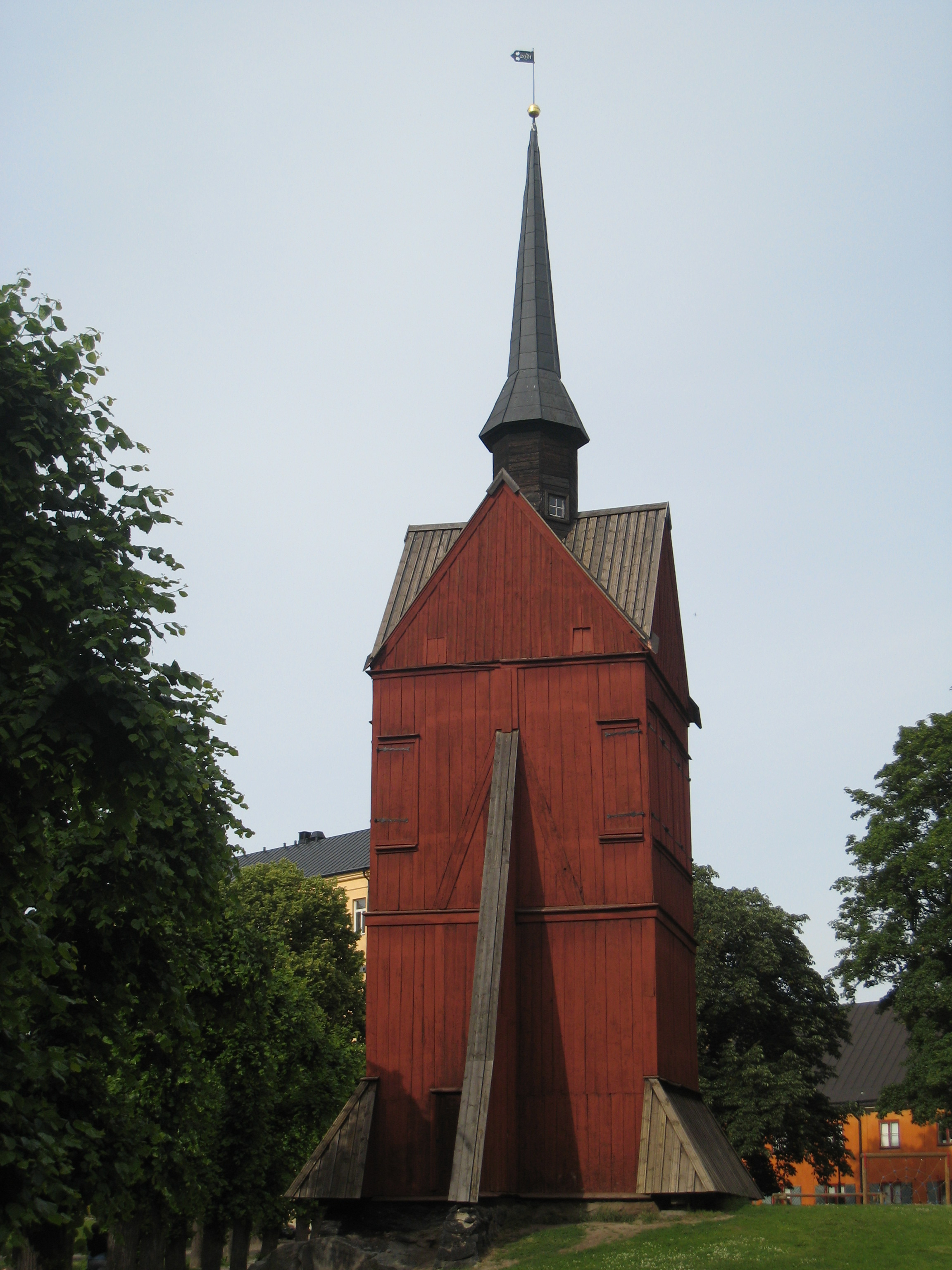
Klockstapel vid Sankt Johannes kyrka uppförd 1692